# Scoglio la Nave
Lo Scoglio la Nave è situato a poche decine di metri dalla costa nordoccidentale dell'isola di Panarea, nell'arcipelago delle Eolie. Lo scoglio è di origine vulcanica, alto 49 metri e ampio 4.200 metri quadri, ed è situato in corrispondenza del luogo dove, non meno di 200.000 anni fa, eruttava il principale cratere di Panarea, oggi scomparso.

## Flora e fauna
Le piante sullo scoglio sono di un ristretto numero di specie diverse, molte delle quali, però, endemiche o subendemiche delle Isole Eolie. Tra esse si annoverano il limonio (Limonium minutiflorum), il fiordaliso delle Eolie (Centaurea aeolica), il garofano delle rupi (Dianthus rupicola) e la violacciocca rossa delle rupi (Matthiola incana).
Quanto alla fauna, nidificano sull'isola il falco della regina (Falco eleonorae) e probabilmente la berta maggiore (Calonectris diomedea). È inoltre presente la lucertola campestre (Podarcis sicula).

## Voci correlate

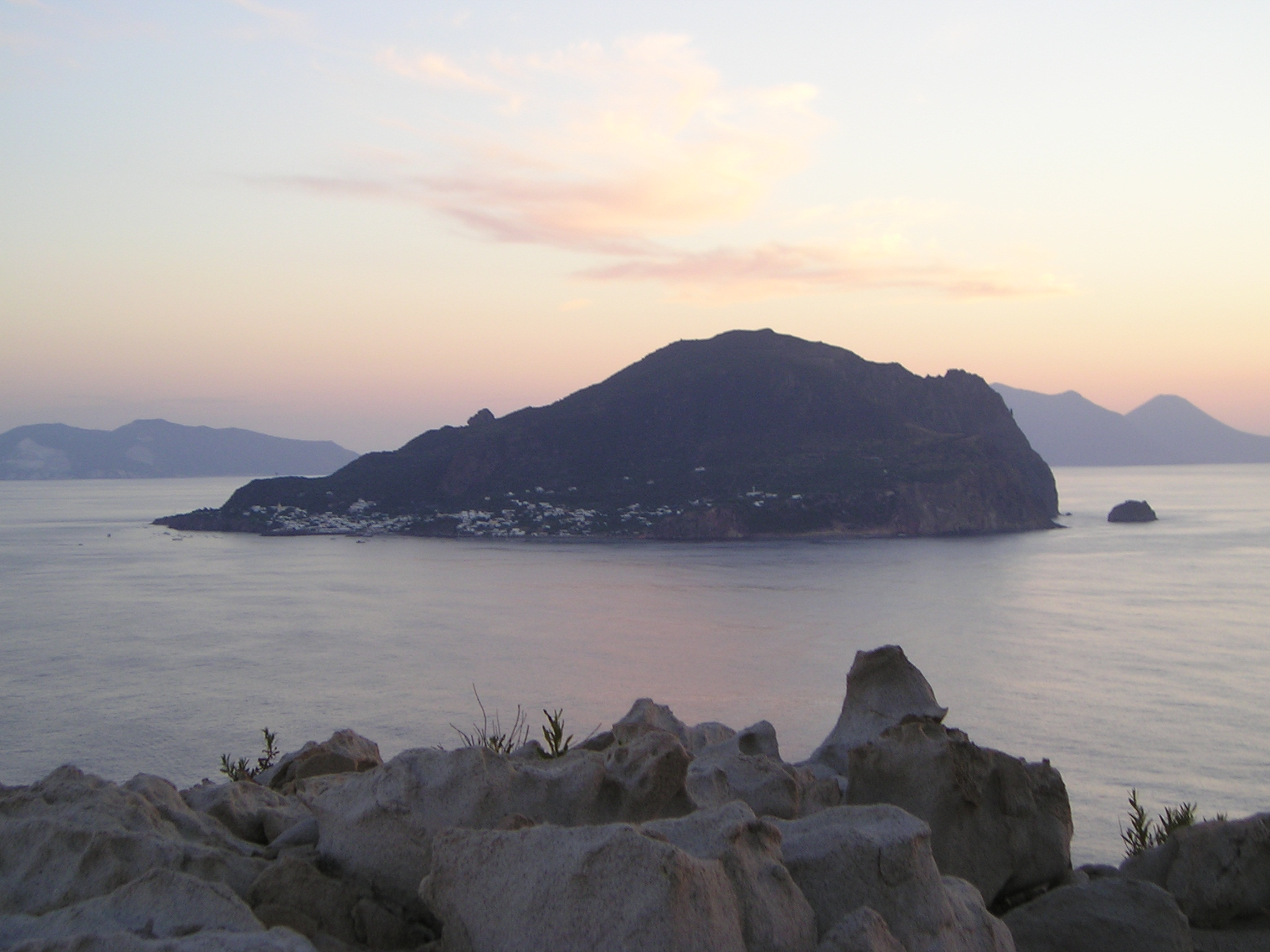
Veduta di Panarea. Lo Scoglio La Nave è ben visibile sulla destra.